# Loreto (region)
Loreto je jeden z 25 regionů (dříve departementů), na které se dělí republika Peru. Nachází se na severovýchodě země v povodí Amazonky, hraničí s Ekvádorem, Kolumbií a Brazílií. S rozlohou 368 851 km² je největší peruánskou administrativní jednotkou, žije v něm však pouze přibližně 884 tisíc obyvatel. Hlavním městem je Iquitos, kde žije téměř polovina populace.

## Přírodní podmínky
Podnebí je horké a vlhké, krajina je rovinatá a převážně pokrytá pralesem, velkou část území zaujímají bažiny. Protékají jí řeky Marañón a Ucayali, které se v Iquitosu stékají a vytvářejí Amazonku, a jejich přítoky Tigre, Napo, Putumayo a Javari. Nachází se zde největší peruánská přírodní rezervace Pacaya-Samiria. Obyvatelé se živí převážně těžbou dřeva, sběrem kaučuku a zemědělstvím: pěstuje se maniok jedlý, plantainy, citrony, fazole a rýže, významný je rybolov.

## Historie
Původními obyvateli jsou indiánské kmeny Aguano, Amahuaca, Omagua a Urarina. V roce 1542 sem pronikl proti proudu Amazonky Francisco de Orellana. Působili zde jezuitští misionáři, kteří oblast pojmenovali podle italského mariánského poutního místa Loreto. Departamentem v rámci Peru se Loreto stalo v roce 1866, kdy bylo odděleno od departementu San Martín. Příliv bílých přistěhovalců nastal v osmdesátých letech 19. století v souvislosti se sběrem kaučuku.

## Správní členění
Region Loreto se dělí na osm provincií a 52 distriktů. Provincie jsou:
- Alto Amazonas (hlavní město Yurimaguas)
- Datem del Marañón (hlavní město San Lorenzo)
- Loreto (Nauta)
- Mariscal Ramón Castilla (Caballococha)
- Maynas (Iquitos)
- Requena (Requena)
- Ucayali (Contamana)
- Putumayo (San Antonio del Estrecho)